# Bisse du Torrent-Neuf
Die Bisse du Torrent-Neuf (auch Bisse de Savièse) ist eine Suone (französisch Bisse) nahe dem Ort Savièse im Schweizer Kanton Wallis. Der Unterlauf oberhalb von Savièse wird zusammen mit einem 1935 in Betrieb genommenen Tunnel durch den Berg Prabé zur Quellfassung bis heute genutzt.
Aufgrund der konstruktiv anspruchsvollen Linienführung des bis 1934 in Betrieb gewesenen Oberlaufs in den Felswänden oberhalb der Morge gilt die Bisse du Torrent-Neuf als wohl beeindruckendste Suone im Kanton Wallis. Dieser obsolete Abschnitt im Morge-Tal war seitdem dem Verfall preisgegeben, wurde beginnend mit dem Jahr 2005 teilweise rekonstruiert und mit dem parallel verlaufenden Wanderweg 2008 der Öffentlichkeit zugänglich gemacht.

## Bau und Betrieb
Die Suone wurde abschnittsweise zwischen 1430 und 1448 errichtet. Eine bedeutende Änderung des Verlaufs erfolgte im 16. Jahrhundert. Dabei wurde eine neue Quellfassung an der Nétage unterhalb der alten Fassung und der Einmündung des Dui-Baches angelegt um die Fördermenge zu erhöhen. Die Fortleitung des Wassers von diesem Punkt in Richtung Saviése bedingte jedoch die Durchquerung der Felswand von Branlires. Abgesehen vom Abwerfen eines kurzen an Balken angehängten Leitungsabschnittes an einer kritischen Stelle durch den Moujérin-Tunnel, existieren keine Aufzeichnungen über Streckenänderungen bis 1880. In den 1880er Jahren wurde die Bisse derart durch den Berg verlängert, so dass die Quellfassung nunmehr direkt an der Morge lag, was die Fördermenge stark erhöhte.
In den durchquerten Felswänden verlaufen die wechselnden Kalk- und Schieferschichten nicht horizontal, sondern nach Süden geneigt. In allen Kalksteinschichten musste die Wasserführung aufgrund der Löslichkeit des Kalksteins im fließenden Wasser auf Tragbalken und angehängten Holzgerinnen realisiert werden, währenddessen man in Schieferlagen einen Graben direkt im Gestein anlegen konnte.
Um den wartungs- und reparaturintensiven Oberlauf im für Menschen gefährlichen Gelände gänzlich und endgültig abwerfen zu können, wurde eine Tunnelstrecke durch den Berg Prabé angelegt. Diese wurde 1935 in Betrieb genommen und am 4. August dieses Jahres vom Geistlichen des Ortes gesegnet. Bereits am 28. April des Jahres 1934 wurde letztmals Wasser über den Oberlauf im Tal der Morge transportiert.

## Rekonstruktion der Strecke im Morge-Tal und Ausbau zum Wanderweg

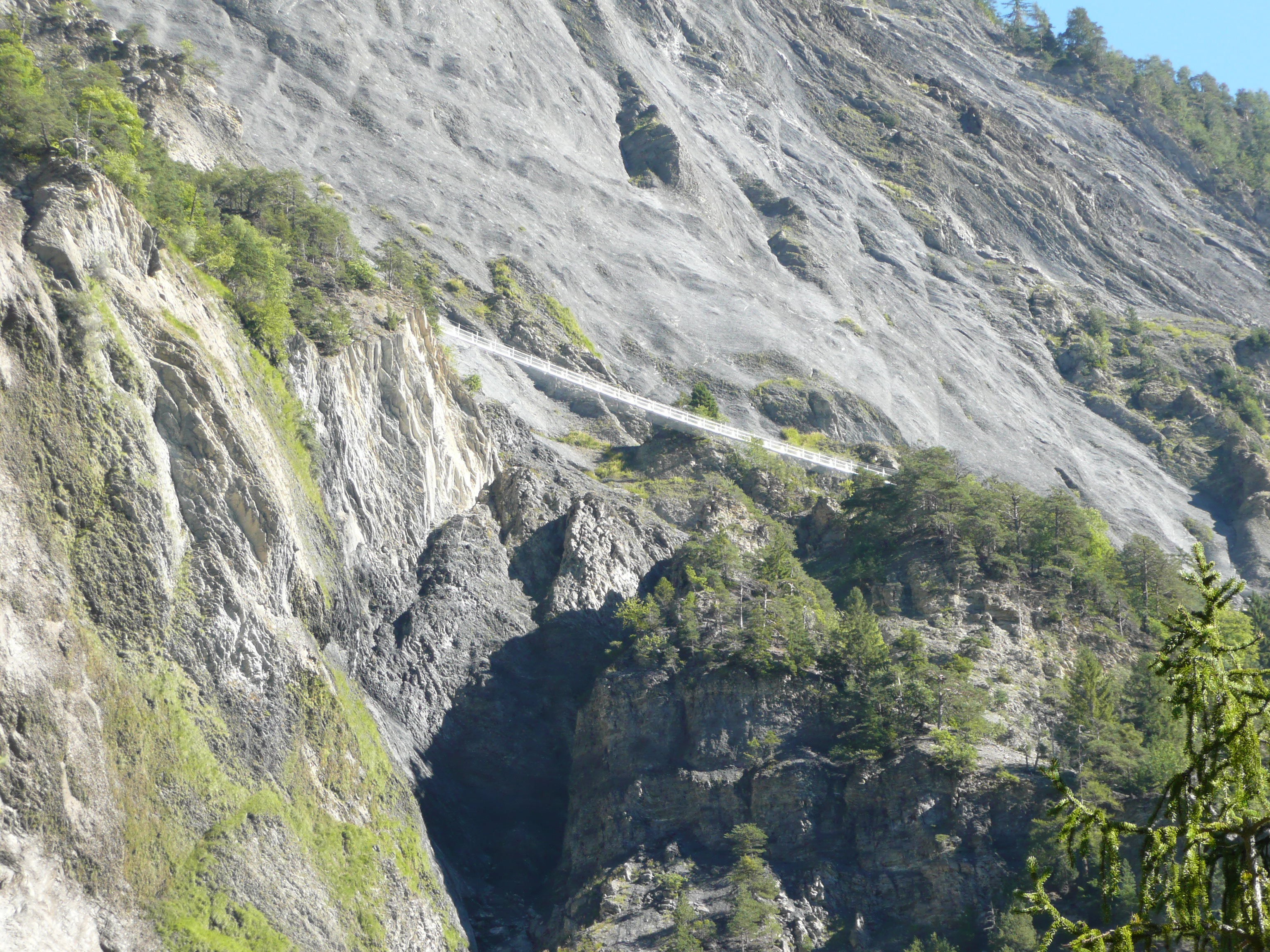
Eine Hängebrücke des neu angelegten Wanderweges in der Felswand im Tal der Morge

2005 wurde die Association Pour la Sauvegarde du Torrent-Neuf (‚Verein für die Erhaltung der Bisse du Torrent-Neuf‘) gegründet um das Erbe der 500-jährigen Suone zu bewahren sowie sukzessive den aufgegebenen Abschnitt im Morge-Tal zumindest teilweise zu rekonstruieren und zu einem Wanderweg auszubauen.
2008 wurde ein erster Streckenteil im Morge-Tal, ausgehend von der Kapelle, Sainte-Marguerite, der Öffentlichkeit zugänglich gemacht und seitdem sukzessive erweitert. Der Wanderweg ist jährlich von Mai bis November zugänglich, darf jedoch bei Niederschlag sowie anderen Wetterunbilden nicht passiert werden.
Aufgrund der besonderen geologischen Verhältnisse wurde an mehreren kritischen Stellen eine neue, sichere Streckenführung des Wanderweges mittels Hängebrücken gewählt.
An einigen Stellen sind noch heute zahlreiche Holzreste der originalen, bis 1934 genutzten, Wasserführung zu sehen.

## Weiteres
Der spektakuläre Führung im Oberlauf der Bisse du Torrent-Neuf war seit Aufgabe – obwohl seitdem unzugänglich – Gegenstand einer Vielzahl von Artikeln und Fotografien. Vor Aufgabe des Betriebes beging 1934 ein gewisser Louis Seylaz mit seinem Freund, dem Fotografen Charles Paris die Suone. Seine Eindrücke veröffentlichte er im Artikel « Adieux au Bisse de Savièse » in der Gazette de Lausanne vom 28. April 1934. Dieser schloss mit den Worten:

« A l’automne, le vieux bisse, cinq fois centenaire, sera abandonné pour toujours. Pendant des années encore, le chenal désaffecté restera aux parois du Prabé, jusqu’à ce que le temps inexorable ait fait disparaître à tout jamais ce témoin de la prodigieuse audace, de l’invincible ténacité d’une commune alpestre. »

„Im Herbst wird die jahrhundertealte Suone für immer aufgegeben. Eine Zeitlang wird die Leitung noch in der Felswand des Prabé hängen, bis die unerbittliche Zeit diesen Zeugen der unvergleichlichen Kühnheit und der unüberwindbaren Hartnäckigkeit einer Berggemeinde für immer beseitigt.“

Die historischen Fotografien von Charles Paris sowie zahlreiche weitere anderer Fotografen befinden sich heute in der Sammlung der audiovisuellen Medien in der regionalen Zweigstelle der Mediathek Wallis in Martigny.